# Josep Roquer i Casadesús
Josep Roquer i Casadesús (Barcelona 14 de desembre de 1857 - 23 de gener de 1903) fou un metge català. Otorrinolaringòleg, cursà Medicina a Barcelona, i es llicencià el 1877. Fundà i dirigí la Revista de Laringología, Otología i Rinología (1886) i fou membre numerari de l'Acadèmia de Medicina de Barcelona. Col·laborador habitual de publicacions mèdiques, destacà pels seus estudis acurats i seriosos.
Fill de Joan Roquer i Torrens metge nascut a L'Arboç i d'Eulàlia Casadesús i Pons.

## Enllaç de referència
- Josep Roquer i Casadesús | Galeria de Metges Catalans